# Gilberto Esparza
Gilberto Esparza (Aguascalientes, México, 1975) es un artista digital mexicano en cuyas obras intervienen componentes tecnológicos, plásticos y biológicos. Se graduó de la Escuela de Artes Plásticas de la Universidad de Guanajuato (1996-2003) y estudió un año de intercambio en la Facultad de Bellas Artes de la Real Academia de Bellas Artes de San Carlos en Valencia , España.

## Proyectos sobresalientes
“Parásitos Urbanos: una intervención en el paisaje de Intermediæ” (9 de abril –11 de septiembre de 2011), fue una presentación de esculturas robóticas en las naves de Intermediæ (programa experimental del Área de las Artes del Ayuntamiento de Madrid), las cuales son formas de vida que se mantienen por energía generada por los seres humanos. En esencia son parásitos robots que moran el entorno, interactuando con el área en donde se encuentran. Su composición es la combinación de desechos tecnológicos adaptados con sistemas electrónicos y mecánicos, constituidos como “organismos” artificiales, los cuales sobreviven a expensas del paisaje urbano (los cuales se alimentan de la red eléctrica en los espacios donde se encuentran).
El 30 de octubre de 2014, presentó la exposición “cultivos” en Lima, Perú.
El 30 de octubre de 2014, presenta en Lima Perú la exposición “Cultivos”, conformada por proyecto desarrollados en años anteriores: Parásitos urbanos (2006-2008), Plantas Nómadas (2008-2013) y Plantas Auto-Fotosintéticas (2013-2014).
Plantas Auto-Fotosintéticas (2013-2014), es un proyecto dirigido a la generación de energía sobre la base de bacterias que residen en aguas residuales de las ciudades.
Sus obras plantean la simbiosis del entorno urbano y la naturaleza,  la relación de los desechos electrónicos con los organismos vivos y la combinación de estos en entes híbridos bio-cibernéticos de los cuales, sus ciclos de vida, podrían llegar a ser vistos como una estrategia real para la conservación de los ecosistemas.
El trabajo de Esparza contiene tópicos diversos de biotecnología, donde se avista un futuro en el cual la distinción entre entidades híbridas biotecnológicas existen.
En su proyecto, plantas nómadas (2010), una pieza conformada entre la interacción de agentes orgánicos, los cuales tienen como medio de transporte un mecanismo electrónico, el cual se alimenta de agua contaminada, la cual procesa por medio de sus componentes orgánicos, generando energía tanto para la parte electrónica como para la parte biológica. Esta obra nos habla sobre la adaptabilidad y las consecuencias del deterioro ambiental por la especie humana, la capacidad de la especie humana para destruir y al mismo tiempo para potencialmente restaurar el medio ambiente.
De igual forma destaca al ser humano como parte importante de la simbiosis que tiene con el medio ambiente, sus interacciones y el impacto de la tecnología para resolver problemáticas ambientales.

## Parásitos Urbanos
Parásitos Urbanos es uno de los más sobresalientes proyectos de Gilberto Esparza, en esta obra, Esparza combina arte, diseño, ciencia y tecnología. El proyecto tiene sus orígenes en el año 2006, pero aún tiene vigencia. Esta amalgama de construcciones está conformada por 6 organismo artificiales, creados a partir de la unión de basura tecnología y sistemas mecánicos y electrónicos. Cada uno presenta una nueva forma de vida artificial, suficientemente capaz de alojarce y subsistir en entornos humanos.
En el año 2015, Esparza lanzó un adelanto del documental, realizado por Dalia Huerta Cano, que nos muestra la manera en que estos seres robóticos viven a expensas del entorno. Tanto la cinta como el proyecto forman parte de la exposición "New Territories: Laboratoris for Design, Craft and Art in Latin America", que se presentó hasta abril de 2015 en el Museum of Arts and Design de Nueva York.
Los nombres de los organismos creados por el artista son:
- MSC-S Moscas (Helicopterulis inductus)
- PPNDR-S Pepenadores (Vierepes iocus- obsoletus)
- TTRF-S NRGNC-S Autótrofos inorgánicos (Luxalosono)
- MRÑ Maraña (Capulum nervi)
- CLGD Colgado (Furtum electricus sinuatum)

## Obras
- BioSoNot V1.0 (Microbial Fuel Cell Symphony) (Colaboración : Daniel Llermaly, Diego Liedo, Juan Ángel Mejía)
- Expulsión 2009 (Intervención en el patio del Museo de Arte Contemporáneo de Oaxaca MACO)
- Girotronic
- Parásitos Urbanos
- Perejil buscando al Sol 2007
- El trabajo embellece 2007
- Cáncer de urbe
- Plantas auto fotosintéticas (2014)

## Premios y reconocimientos
Ganador del primer lugar de arte híbrido en “Prix Ars Electronica” 2015, así como el premio Vida que otorga Fundación Telefónica en 2014.
2013 Recibió una mención honorífica de Ars Electronica en la sección de Arte Híbrido.
Han sido galardonado con el Golden Nika y el premio a la Producción Iberoamericana VIDA 09.